# 皱疤坚螺
皱疤坚螺（学名：Camaena cicatricosa）为坚齿螺科坚螺属的动物，中国国内分布于广东、香港、澳门、海南、广西、湖南、福建等地，国外也见于中南半岛北部。生活环境为陆地，一般生活於山區、丘陵地带附近潮湿的树林灌木草丛中、石块下、芭蕉丛中、石灰岩洞穴以及缝隙中以及农田田埂边。